# پیست موتورلند آراگون
پیست موتورلند آراگون (انگلیسی: Ciudad del Motor de Aragón) یک پیست ورزش‌های موتوری در آلکانییس، آراگون، اسپانیا است.
این پیست که در سال ۲۰۰۹ تأسیس شده بیشتر برای مسابقات موتورسواری استفاده میشود.

## نگارخانه

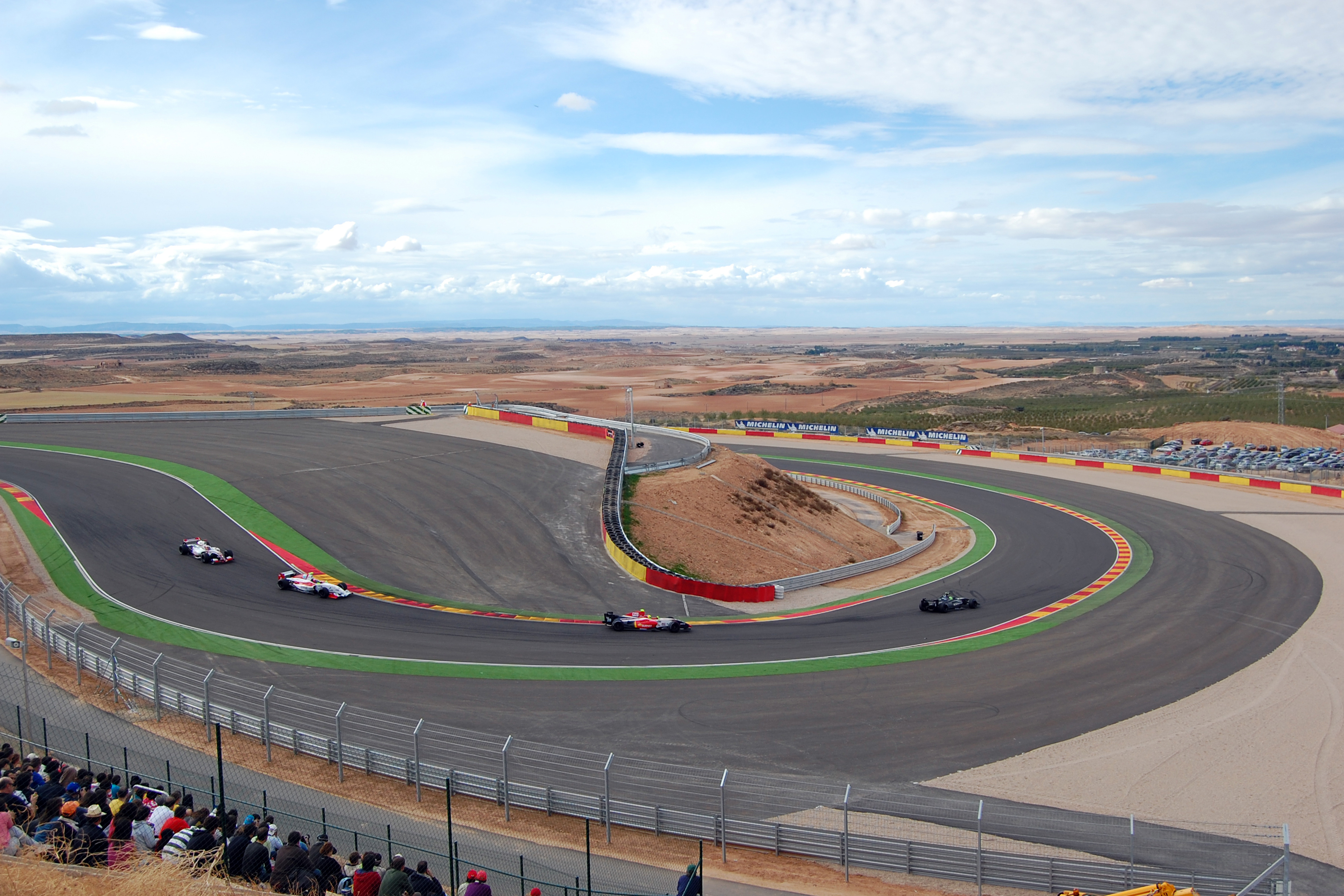
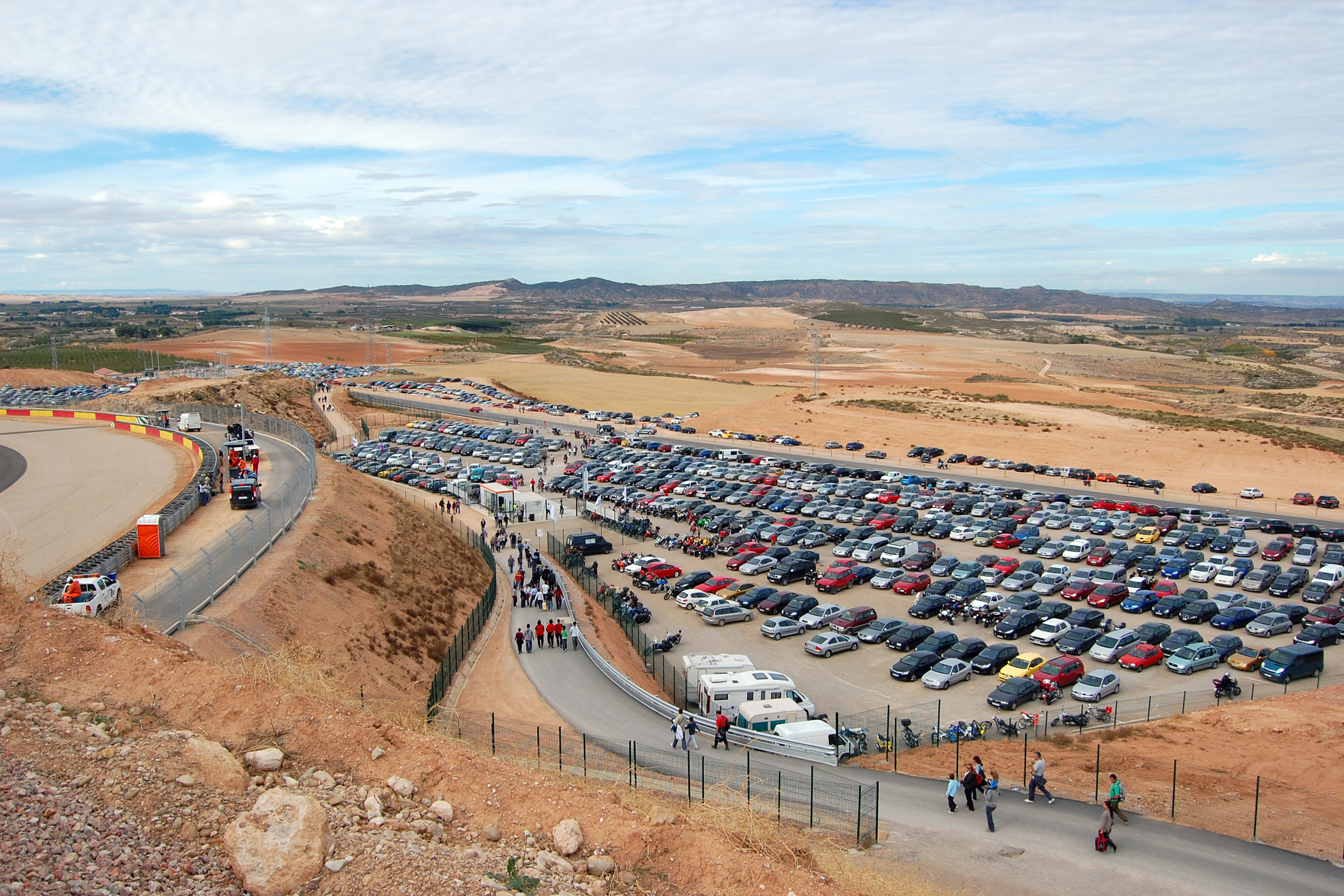
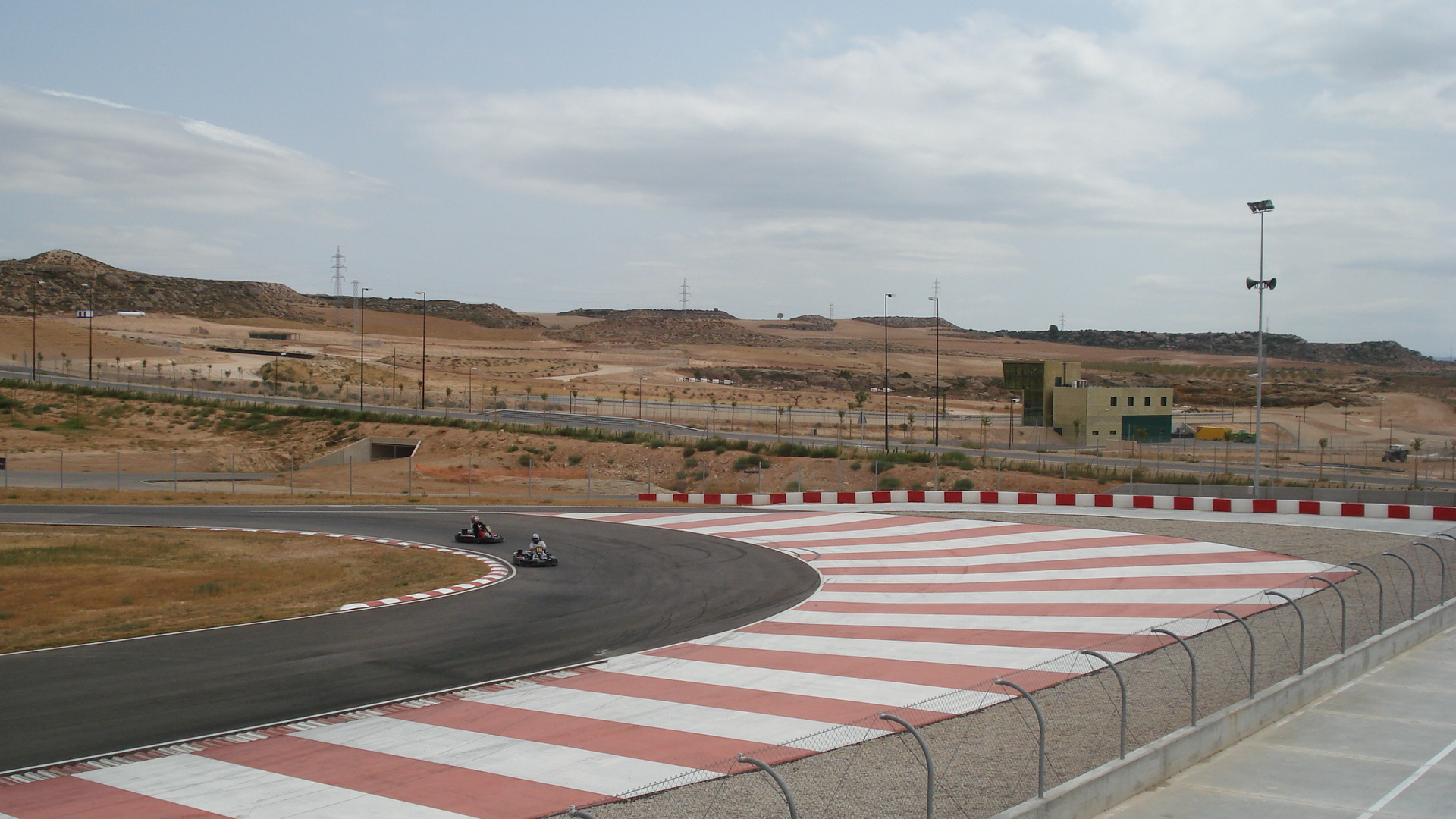